# 낙조 속에서 울다
《낙조 속에서 울다》는 2005년 3월 25일에 MBC에서 방영한 베스트극장이다.

## 줄거리
집창촌 여자들을 관리하는 일을 하는 형국은 인생의 목표 없이 되는대로 살아가는 막가는 인생이다. 그러던 어느 날 에이즈에 걸렸다는 진단을 받게 되고, 자포자기해 죽을 결심을 한다. 아버지의 산소를 찾아가서 자살을 하려던 형국은 아버지의 마지막 유언을 떠올리게 된다. 아버지가 죽기 전에 말씀하신 어머니를 찾아가 주라던 반지 케이스. 그 안에 든 메모지 한 장과 오래된 반지를 본 형국은 어머니를 찾아가서 주기로 마음먹는다. 막상 어머니 선자를 찾아갔지만 딸 미옥과 허름한 식당 하나 차려놓고 다리까지 절룩거리면서 억척스럽게 사는 모습을 보니 어처구니가 없다.

## 등장 인물

### 주요 인물
- 배수빈 : 형국 역
- 송옥숙 : 선자 역
- 신주아 : 미옥 역

### 그 외 인물
- 장칠군
- 김회운
- 김영석
- 장남경
- 한춘일
- 최윤준
- 김광규
- 이두경
- 전성애
- 김선녀
- 정영금
- 송영호
- 이동호
- 안경호
- 강등원